# Teorema de Morera
En análisis complejo, una rama de matemáticas, el Teorema de Morera, que recibe el nombre del matemático italiano Giacinto Morera (1856-1909), proporciona un criterio importante para demostrar que una función es holomorfa.
Sea {\displaystyle f} una función continua de variable compleja definida en un conjunto abierto conexo {\displaystyle D} en el plano complejo que satisface
{\displaystyle \oint _{\gamma }f(z)\,dz=0}

para cada curva cerrada {\displaystyle \gamma } que sea {\displaystyle C^{1}} a trozos en {\displaystyle D}, entonces {\displaystyle f} debe ser holomorfa en {\displaystyle D}.
La suposición del Teorema de Morera es equivalente a que {\displaystyle f} tiene una primitiva en {\displaystyle D}.
El inverso del teorema no es cierto en general. Una función holomorfa no necesita poseer una primitiva en su dominio, a no ser que se impongan hipótesis adicionales. El inverso se cumple, por ejemplo, si el dominio {\displaystyle D} es simplemente conexo; esto es el teorema integral de Cauchy, el cual establece que la integral de línea de una función holomorfa a lo largo de una curva cerrada es cero.
El contraejemplo estándar es la función f(z) = {\displaystyle 1/z}, la cual es holomorfa en {\displaystyle \mathbb {C} -\{0\}}.  En cualquier entorno simplemente conexo U en {\displaystyle \mathbb {C} -\{0\}}, {\displaystyle 1/z} tiene una primitiva definida por L(z) = ln(r) + iθ, donde z = reiθ. Debido a la ambigüedad de θ bajo la adición de cualquier múltiplo entero de 2π, cualquier elección continua de θ en U bastará para definir una primitiva de {\displaystyle 1/z} en U. Dado que la derivada de una constante aditiva es 0, se le puede sumar cualquier constante a la primitiva, y el resultado continúa siendo una primitiva de {\displaystyle 1/z}.
En cierto sentido, la función {\displaystyle 1/z} es un contraejemplo universal: para cada función analítica que no tiene primitiva en su dominio, la razón para esto es que {\displaystyle 1/z} no tiene primitiva en {\displaystyle \mathbb {C} -\{0\}}.